# Campylopterus falcatus
Campylopterus falcatus là một loài chim trong họ Trochilidae.